# مارسيلو كوينتيروس
مارسيلو كوينتيروس (بالإسبانية: Marcelo Quinteros)‏ هو لاعب كرة قدم أرجنتيني في مركز الوسط، ولد في 23 ديسمبر 1976 في سانتا في في الأرجنتين. لعب مع بانفيلد وخميناسيا خوخوي وروزاريو سنترال.